# Ishøj Landsby
Ishøj Landsby – miasto w Danii, w regionie Stołecznym, w gminie Ishøj.